# チランジーヴィ
コニデラ・シヴァ・サンカラ・ヴァラ・プラサード（Konidela Siva Sankara Vara Prasad、1955年8月22日 - ）は、インドのテルグ語映画で活動する俳優、政治家。「チランジーヴィ（Chiranjeevi）」の芸名で知られており、2012年10月28日から2014年5月15日にかけて観光大臣を務めた。ブレイクダンスと独自の演技スタイルを特徴とし、150本以上の映画に出演した。ケーララ・ブラスターズFCの共同オーナーの一人でもある。

## 生い立ち
ナラサプラム近郊のモガルチュル出身。父は警察官として各地を転勤したため、チランジーヴィはモガルチュルで祖父母と共に幼少期を過ごした。成長後はニダダヴォル、グラジャーラ、バパトラ、ポンヌルマンガラギリ、モガルチュルの学校で教育を受け、1970年代初頭にはインド軍士官学校部隊の隊員として共和国記念日の軍事パレードに参加している。
青年期から演劇に興味を抱き、オンゴーレのC・S・Rカレッジで演技を学んだ。その後、シュリ・Y・Nカレッジで商業の学位を取得してチェンナイに移住した。同地では1976年にM・G・R公立映画テレビ訓練研究所に入学して演技を学んだ。コニデラ家はハヌマーンを信仰していたため、母からハヌマーン信仰の「不滅」を意味する「Chiranjeevi」を芸名にするように勧められ、以降「チランジーヴィ」と名乗るようになった。

## 家族
1980年2月20日、アッル・ラーマリンガイヤの娘スレーカと結婚する。彼女との間に1男2女をもうけ、息子ラーム・チャランは俳優として活動している。次弟コニデラ・ナゲンドラ・バーブは俳優・プロデューサー、末弟パワン・カリヤーンは俳優として活動しており、パワンは地域政党ジャナ・セナ党の党首も務めている。
義兄アッル・アラヴィンドはプロデューサーとして活動している。アッル・アルジュン、アッル・シリシュ、ヴァルン・テージ、サーイ・ダラム・テージは甥、ニハリカ・コニデラは姪に当たる。

## キャリア

### 俳優

#### 1978年 - 1982年
『Punadhirallu』で俳優のキャリアを始めるが、最初に公開された出演作は1978年の『Pranam Khareedu』だった。同年にバープの『Mana Voori Pandavulu』にも出演し、知名度を上げた。1979年に『Tayaramma Bangarayya』で端役を演じ、『I Love You』『Idi Katha Kaadu』ではアンチヒーローを演じている。同年に8本の映画に出演し、1980年には14本の映画に出演した。この時期には『Mosagadu』『Rani Kasula Rangamma』『47 Natkal』『Nyayam Kavali』『Ranuva Veeran』で主演を務めた。
1982年にはコーディー・ラーマクリシュナの『Intlo Ramayya Veedhilo Krishnayya』など興行的な成功を収める作品で主役を演じるようになった。同年にはK・ヴィシュワナートの『Subhalekha』でフィルムフェア賞 テルグ語映画部門主演男優賞を受賞している。この他に『Idi Pellantara』『Sitadevi』『Tingu Rangadu』『Bandhalu Anubandhalu』『Mondi Ghatam』『Patnam Vachina Pativrathalu』『Manchu Pallaki』に出演している。

#### 1983年 - 2007年
1983年に出演した『囚人』は興行的な成功を収め、チランジーヴィはスター俳優の地位を確立した。この時期には『Mantri Gari Viyyankudu』『Sangharshana』『Goonda』『Challenge』『Hero』『Donga』『Adavi Donga』『Kondaveeti Raja』『Rakshasudu』『Gang Leader』『Rowdy Alludu』『Yamudiki Mogudu』『Donga Mogudu』などに出演し、興行的な成功を収めた。1985年に出演した『Vijetha』で再びフィルムフェア賞 テルグ語映画部門主演男優賞を受賞しており、1987年に出演した『Swayamkrushi』ではナンディ賞 主演男優賞を受賞している。同年開催の第59回アカデミー賞に招待され、アカデミー賞に招待された最初の南インド俳優となった。『囚人』出演後は『Pasivadi Pranam』『Yamudiki Mogudu』『Manchi Donga』でヒットを記録した。1988年に出演した『Rudraveena』ではナンディ賞 審査員特別賞を受賞している。1990年にはK・ラーガヴェンドラ・ラーウの『Jagadeka Veerudu Athiloka Sundari』に出演し、続けて『Kondaveeti Donga』『Kondaveeti Donga』『Gang Leader』に出演している。特に『Gang Leader』の興行的な成功により、チランジーヴィは人々から「テルグ語映画のボス」と認識されるようになった。
1990年にはヒンディー語映画『Pratibandh』に出演して高い評価を得ており、1992年には『Aaj Ka Goonda Raaj』でも演技力を高く評価されている。1992年に出演した『Aapadbandhavudu』では2度目のナンディ賞 主演男優賞、3度目のフィルムフェア賞 テルグ語映画部門主演男優賞を受賞しており、同年に出演した『ならず者の婿殿』はテルグ語映画として初めて興行収入1億ルピーを記録し、インド国際映画祭「メインストリーム」部門で上映された。1996年にはカンナダ語映画『Sipayi』にゲスト出演している。1990年代中盤は『Mechanic Alludu』『S. P. Parasuram』『Big Boss』『Rikshavodu』など失敗作が続き、キャリアが停滞した。この時期に成功を収めた作品はフィルムフェア賞 テルグ語映画部門主演男優賞を受賞した『Mutha Mestri』であり、『Mugguru Monagallu』『Alluda Majaka』は平均的な興行成績に終わっている。1990年代後半からは『Hitler』『Master』『Bavagaru Bagunnara?』『Choodalani Vundi』『Sneham Kosam』などの成功により勢いを盛り返した。1999年にハリウッドの企画に参加し、ドゥシャン・ガルシが監督、ラメシュクリシュナ・ムルティがプロデューサーを務める映画の主役に起用された。この作品は「The Return of the Thief of Baghdad」のタイトルで製作が進められていたが、途中で製作が中止されている。
2000年に『Annayya』に出演し、2002年に出演した『Indra』ではテルグ語映画の歴代興行記録を更新し、3度目のナンディ賞 主演男優賞、6度目のフィルムフェア賞 テルグ語映画部門主演男優賞を受賞した。その後も『Tagore』『Shankar Dada M.B.B.S.』『Stalin』などのヒット作に出演し、『Shankar Dada M.B.B.S.』では7度目のフィルムフェア賞 テルグ語映画部門主演男優賞を受賞した。長年の映画業界への貢献に対して、2006年にフィルムフェア賞 南インド映画部門特別賞を受賞した。

#### 2007年以降
2007年に『Shankar Dada Zindabad』で主役を演じた後、チランジーヴィは政治活動に専念して約10年間映画業界から離れた。しかし、この間にも映画には出演しており、2009年の『マガディーラ 勇者転生』、2015年の『Bruce Lee – The Fighter』では息子ラーム・チャランと共演しており、2010年の『Varudu』、2015年の『ルドラマデーヴィ 宿命の女王』ではナレーションを務めている。2013年以降は映画復帰を目指し、150本目の主演作となる新作映画の脚本を探し求め、2014年にヒットを記録したタミル語映画『Kaththi』のリメイク版製作を決めた。このリメイク版はV・V・ヴィナヤクが監督を務め『Khaidi No. 150』として公開された。批評家からは10年間の休止期間を感じさせない演技力を高く評価されており、公開初日にはインド全域で4億1750万ルピー、公開5日目には10ルピーの興行収入を記録するなど興行的にも成功を収めた。アメリカでは200万ドルの収益を上げており、最終的な合計興行収入は17億ルピーを記録している。2019年には伝記映画『サイラー ナラシムハー・レッディ 偉大なる反逆者』に出演している。

### 政治家

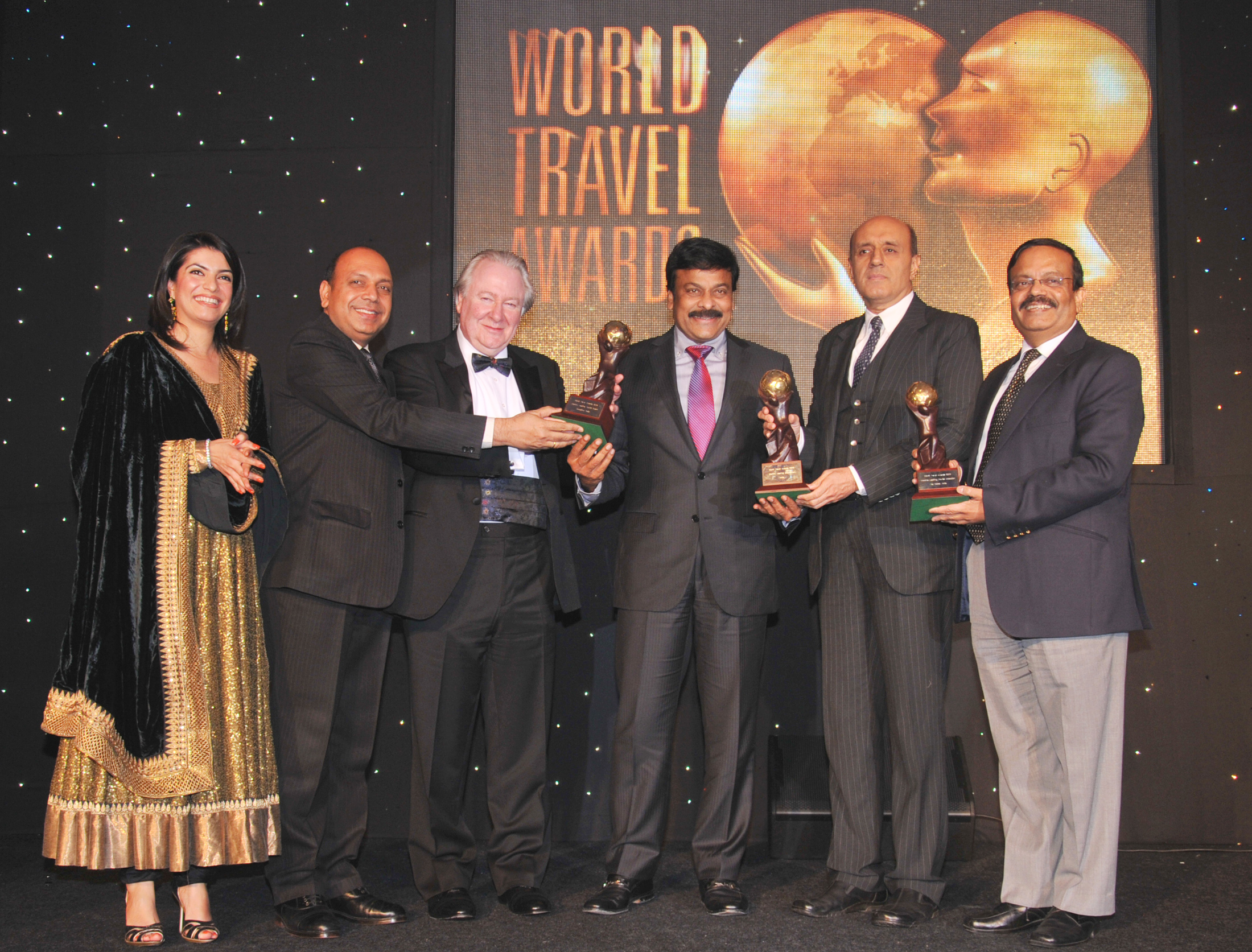
ニューデリーで開催されたワールド・トラベル・アワード授賞式に出席する観光大臣チランジーヴィ（2012年）

2008年、チランジーヴィはアーンドラ・プラデーシュ州を拠点とした地域政党プラジャ・ラジャム党を結党した。彼は結党に際して、党の理念を「社会正義」であると明言している。2009年インド総選挙では、アーンドラ・プラデーシュ州議会において18/295議席を獲得しており、チランジーヴィもティルパティから出馬して州議会議員に当選した。一方、同時出馬したパラコッルでは落選している。
2011年2月6日、チランジーヴィはプラジャ・ラジャム党がインド国民会議に合流することを発表した。彼は合流決定前にインド国民会議総裁ソニア・ガンディーと2週間にわたり会談を重ね、YSR会議党の誕生とテランガーナ地方分離運動による州議会の混乱を防ぐことで意見が一致した。2012年3月29日にラージヤ・サバー議員に選出され、4月3日に就任の宣誓を行った。同年10月28日に第2次マンモハン・シン内閣の内閣改造により観光大臣（閣外専管大臣）に就任した。
2014年7月、テランガーナ地方がアーンドラ・プラデーシュ州から分離した。これに対し、アーンドラ・プラデーシュ州選出の議員たちの多くは分離に抗議するためインド国民会議を離党したが、チランジーヴィは残留して党選挙委員長として2014年インド総選挙を指揮した。しかし、彼の運動が消極的だったため、「テランガーナ分離に不満を抱き、選挙運動に力を入れなかった」と批判された。反インド国民会議感情が高まったアーンドラ・プラデーシュ州ではインド国民会議の候補者全員が落選し、候補者175人中165人が供託金を没収された。これ以降、チランジーヴィは政治運動から距離を置くようになり、インド国民会議の会合に一切出席しなくなった。2018年4月2日に任期満了でラージヤ・サバー議員を退任した。

## 慈善活動
1998年10月2日に慈善団体チランジーヴィ慈善信託（CCT)を設立した。同団体はアーンドラ・プラデーシュ州内で最大の献血・アイバンク団体として活動しており、6万8000人分の血液と1414個の眼球を寄付している。設立以来、8万人以上に血液を提供し、1000人以上に眼球を提供している。これらの活動により、アーンドラ・プラデーシュ州政府から4度表彰されている。2006年6月10日にはインド大統領アブドゥル・カラームがチランジーヴィの名前を冠したチランジーヴィ慈善財団を設立している。

## 評価

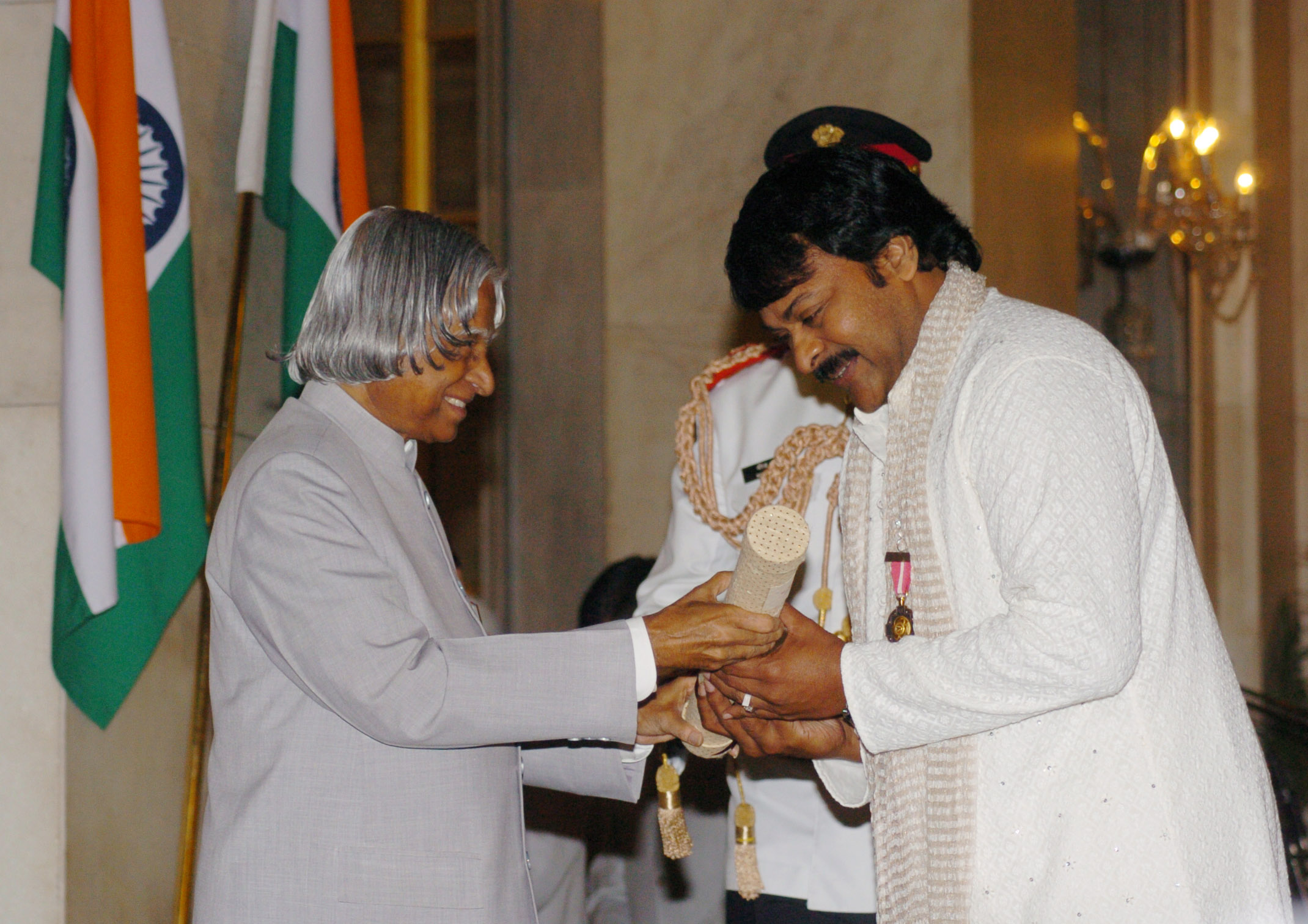
アブドゥル・カラームからパドマ・ブーシャン勲章を授与されるチランジーヴィ（2006年）

インドで最も出演料が高額な俳優の一人である。『Aapadbandhavudu』では1,250万ルピーの出演料を受け取っており、2002年には1999年-2000年にかけての所得税最高額納税者として財務大臣からサマン賞を授与された。2006年に長年にわたるインド映画への貢献によりパドマ・ブーシャン勲章を授与され、同年にアーンドラ大学から名誉博士号を授与されている。また、2024年にはパドマ・ヴィブーシャン勲章を授与された。
K・バーラチャンダルは、「チランジーヴィはカマル・ハーサンとラジニカーント双方の素質を持っている。彼はアクションだけではなく、演技もできる」と評価している。フィルムフェアとインディア・トゥデイはチランジーヴィを「バッチャンよりも大きい」と評価しており、ザ・ウィークは「ニュー・マネーマシーン」と評価している。2006年にCNN-IBNが実施した投票では、テルグ語映画で最も人気のある俳優に選ばれ、2013年にはIBN LIVEから「インド映画を変えた男」の一人に挙げられている。

## フィルモグラフィ
- 囚人（英語版）（1983年）
- ならず者の婿殿（1992年）
- バブーを探せ!（1998年）
- マガディーラ 勇者転生（2009年）
- ルドラマデーヴィ 宿命の女王（2015年）
- インパクト・クラッシュ（2017年）
- サイラー ナラシムハー・レッディ 偉大なる反逆者（英語版）（2019年）